# Yann-Vari ar Jan
Yann-Vari ar Jan (Plounérin, 1831 - París 1877) fou un poeta en bretó conegut amb el nom bàrdic d'Eostig Koat An Noz. Va fundar a Morlaix, el 1869, la Cofraria dels Bards de la Baixa Bretanya. Les seves principals obres són Ar Goann en Breiz, Kastel Tonquedec, Burzudou Breiz, Kroaziou Arvor, Les deux Bretagne, Chœur, amb música de Thiielmans, i Breiz.